# Chokkanahalli, Dod Ballapur
Chokkanahalli là một làng thuộc tehsil Dod Ballapur, huyện Bangalore Rural, bang Karnataka, Ấn Độ.